# Литературная газета

Сучасний логотип газети

«Литературная газета» (укр. «Літературна газета») — радянське та російське щотижневе літературне та суспільно-політичне видання.

## Історія
Логотип газети прикрашають профілі О. С. Пушкіна і М. Горького. Сучасна «Литературная газета» офіційно заявляє своє походження від «Літературної газети» О. С. Пушкіна, хоча до 1990 датою заснування газети зазначався 1929 рік.
Газета вперше вийшла 22 квітня 1929 з ініціативи Максима Горького і за участю письменника Івана Катаєва як орган Федерації об'єднань радянських письменників.
В 1932—1934 газета стала органом Оргкомітетів Союзу радянських письменників СРСР і РРФСР, після Першого з'їзду радянських письменників в 1934 — органом Правління СП СРСР.
З січня 1942 в результаті об'єднання з газетою «Радянське мистецтво» видавалася під назвою «Література і мистецтво», з листопада 1944 колишня назва була повернута.
З 1947 перетворена в літературну і суспільно-політичну газету. Періодичність і обсяг її мінялися.
З початку 1967 року дизайн газети був перероблений, газете стала виходити один раз на тиждень (щосереди) на 16 сторінках, ставши першою в СРСР «товстою» газетою. В її логотипі з'явився профіль Пушкіна, а згодом і Горького.
В окремі часи радянського періоду в газеті підіймались гострі суспільно значимі питання, але, в цілому, редакція газети слідувала партійним настановам.